# Switch on
Switch on är ett språkprogram från 1974 med syfte att lära elever i årskurs 3 engelska. Programledare är Phillida Parfitt och Peter Gouldthorp.

## Roller (i urval)
| Phillida Parfitt | – Mary  |
| Peter Gouldthorp | – Mike  |
| Leslie Ash       | – Susan |
| Stephen Howe     | – Tim   |